# Телевиса
Група Телевиса (на испански: Grupo Televisa) е мексиканска медийна компания, една от най-големите в развлекателния бизнес в световен мащаб. Занимава се с производство и излъчване на телевизионни програми, телевизионните сигнали са свободни и платени – по кабел и сателит, международно разпространение на политически програми, телевизия, списания, вестници – публикуване и разпространение, производство и разпространение на радиопрограми, спортни събития и забавления на живо, производство и разпространение на филми, интернет, и участва в игралната индустрия и лотарии.
Мексико оглавява списъка на най-високата концентрация на медии от цял свят и се нарежда на трето място сред страните от ОИСР, които предлагат услугите си най-скъпо. В този контекст, телекомуникационният пазар в Мексико е доминиран от Телевиса и Carso. Телевиса е собственик и на Клуб Америка.
Създадена е през 1950 година от Емилио Аскарага Видаурета. Това е най-голямата испаноезична медия. Тя е най-големият производител на теленовели, които се разпространяват по цял свят.
На 14 април 2021 г. Телевиса обявява намерението си да се слее с американската компания Унивисион, за да се създаде най-голямата испаноезична медийна организация в света и да се конкурира с основните стрийминг платформи. На 31 януари 2022 г. Телевиса и Унивисион се сливат, създавайки компанията ТелевисаУнивисион.

## История
През 1930 г. Емилио Аскарага Видаурета основава радиостанцията XEW-AM Гласът на Латинска Америка от Мексико, първата радиостанция с национално покритие.
През 1950 г. първата концесия за телевизионен канал е предоставена на Ромуло О'Фарил и по този начин се появява XHTV-TV, Канал 4. Една година по-късно, през 1951 г., е предоставена втората концесия и е за Емилио Аскарага, Канал 2, XEW -ТВ.
За 1952 г. в страната е издадена третата концесия, предоставена на инж. Гилермо Гонсалес Камарена, изобретател и популяризатор на телевизионни технологии. Тази отстъпка отиде при Канал 5, XHGC-TV.
През 1955 г., пет години след появата на телевизията в Мексико, Емилио Аскарага Видаурета, Ернесто Бариентос Рейес и собствениците на XHTV-TV и XHGC-TV решават да се обединят, за да формират Телесистема Мехикано.
През 1968 г. XHTM-TV, Канал 8 на Независимата телевизия на Мексико, започва работа, която е инсталирана в Сан Анхел. Тази телевизия се превръща в основния конкурент на Телесистема Мехикано.
През 1972 г., след смъртта на Емилио Аскарага Видаурета, Емилио Аскарага Милмо поема председателството на съвета на борда на директорите.
Също през 1972 г., след споразумение с федералното правителство, оглавявано от тогавашния президент Луис Ечеверия Алварес, Независимата телевизия на Мексико (TIM)и Телесистема Мехикано (TSM)се съгласяват на сливане на 28 ноември. На 8 януари 1973 г. компанията Televisión Vía Satélite S.A. официално стартира, използвайки търговски съкращението TELEVISA (Телевиса), чийто дял е 75% от TSM и 25% от TIM.
Емилио Аскарага Милмо, основава своята бизнес стратегия на ускорен процес на интернационализация. През 1976 г. Телевиса изнася съдържанието си за Унивисион, което ѝ позволява да достига до испаноезичната публика извън Мексико.
През 70-те години Телевиса започва да излъчва програмите си в Европа, като основава агенцията Иберовиса в Испания. През следващото десетилетие дъщерното дружество Евровиса е открито в Нидерландия с цел да разшири разпространението на съдържанието си в цяла Европа.
През 1988 г. стартира международният канал Галависион, чрез мрежа от връзки с пет спътника, предаващи теленовели, забавни програми, спорт и новини от целия свят. През същата година създадена ECO, първата система за новини на испански чрез сателит за Мексико, САЩ, Централна и Южна Америка, Европа и Северна Африка.
В началото на 90-те години Телевиса регистрира присъствието си на Мексиканската фондова борса, а през 1993 г. и на Нюйоркската фондова борса.
През 1992 г. Телевиса придобива важен пакет от акции на перуанския канал Америка Телевисион.
През 1997 г. Емилио Аскарага Жан поема председателския пост.
Американският магнат Бил Гейтс притежава 35% от компанията, след като удвоява дела си през 2009 г.
През 2017 г. Емилио Аскарага Жан напуска позицията на президент и главен изпълнителен директор на Телевиса, за да заеме позицията на изпълнителен председател на Съвета на директорите на Група Телевиса. Алфонсо Де Ангоития и Бернардо Гомес са назначени за изпълнителни съпредседатели на Телевиса, като се отчитат директно пред Съвета на директорите.
Днес компанията има участие на други пазари, базирани на стратегия за диверсификация в различни направления на бизнеса: платена телевизия, интернет, мобилни телефони, цифрова мултиплатформа, потребителски продукти, събития на живо, игри и томболи.

## Телевизионни канали
Безплатни
|  | Las Estrellas | * Аз съм със звездите * Направете го със звездите * За да разберете новините (новини) | 21 март 1951     | Теленовели, новини, мексикански филми, спорт, забавни програми и токшоу програми.                                                                    |
|  | Foro TV       | „Имате думата“                                                                        | 1 септември 1950 | Новини и спортни предавания |
|  | Canal 5*      | #LoTraes                                                                              | 18 август 1952   | Сериали, филми, специални програми, футболни мачове и спортни събития като Олимпийските игри и ФИФА.                                                 |
|  | Nueve         | Изцяло твой                                                                           | 1 септември 1968 | Развлекателни програми, сериали, спортни и международни събития (като Грами, Мис Свят и Мис Вселена) и продукции на Телемундо, Univision и Unicable. |

Платени
- Bandamax
- De Película
- De Película Clásico
- Distrito Comedia
- Golden and Golden Edge
- Golden Premier
- Ritmoson Latino
- TDN и Univision TDN (Мексико, Централна Америка и Доминиканска република)
- TeleHit
- Telemundo Internacional
- Tiin
- TLN (Ангола и Мозамбик, с изключение на Бразилия)
- TL Novelas
- Telenovela Channel (Филипини)
- Unicable
- UFC Network

## Дъщерни компании

### Телевиса Рехионал
Televisa Regional (Телевиса Регион) е подразделение на Група Телевиса, която управлява мрежа от 256 телевизионни канала, някои от които са независими. Televisa Regional е отговорна за експлоатацията и поддържането на телевизионни станции на местно ниво. Тези станции излъчват собствена програма, но и част от програмите на каналите Las Estrellas, FOROtv, Canal 5*, и Gala TV, както и на други програми, собственост на Телевиса.

### Телевиса Радио
Televisa Radio (Телевиса Радио) е резултат от сливането на Grupo Televisa и Grupo Prisa, двата лидера в телекомуникационната индустрия, съответно в Мексико и Испания. Мисията на радиото е да информира, забавлява и съобщава новини в актуално време.
- W Radio е лидер в новини, култура, развлечение и спорт.
- Los 40 е най-голямата радиостанция, ориентирана към младежката аудитория. Има покритие в 11 държави – Аржентина, Гватемала, Доминиканска република, Еквадор, Испания, Колумбия, Коста Рика, Мексико, Панама, Парагвай и Чили.
- Ke Buena се отличава като най-важната радиостанция, излъчваща мексиканска музика.
- XEQ Radio е станция, която работи за по-добър живот чрез положителния си език, музикалната и културна програма, и социалната си ангажираност.
- TDW е единствената радиостанция със спортни програми, излъчваща 24 часа, 365 дни в годината.

### Телевиса Нетуъркс
Televisa Networks е лидер в производството и дистрибуцията на богато разнообразие телевизионни канали, предлагащи оригинални продукции, спортни и музикални събития, национални и международни филмови заглавия.

### Скай Мехико
Sky México е най-големият доставчик на сателитна телевизия в Мексико, с голямо разнообразие от национални и международни телевизионни канали. Успехът му се дължи на националното покритие, както и използването на съвременни цифрови и сателитни технологии.

### Брандс Груп
Сега под това име Издателство Телевиса си поставя за цел да се превърне в най-големия издател и разпространител на латиноамериканска преса в Латинска Америка и САЩ.

### Телевиса Сине
Televisa Cine (Телевиса Кино) е дъщерно дружество на Група Телевиса, състоящо се от Videocine Producción и Videocine Distribución, отговорни за производството и разпространиението на мексикански и международни филми.

### Изи Телеком
Izzi Telecom е лидер в кабелната телевизия в Мексико, предлага на фиксирана цена неограничено потребление на телефонна и интернет услуга. Предлага на потребителите няколко икономични опции за добавяне на телевизионни услуги.

### Телевиса Интерактив Медиа
Televisa Interactive Media отговаря за създаването и реализирането уебсайтове, мобилини приложения, дигитални стратегии, видео по поръчка, видео на живо на продукции на компания Телевиса. Сред продуктите ѝ са:
- Esmas.com – Информационен сайт на Телевиса, предлагащ пълна информация за всички подразделения на Група Телевиса.
- Televisadeportes.com – Предлага спортна информация, включително коментари, статистики, спортни предавания и видео. Това е един от най-пълните портали по рода си.
- Tvolucion.com – Цифрова видео платформа.
- Esmas movil – В продължение на години е най-атрактивното мобилно приложение, съдържащо ексклузивни снимки и клипове на артисти.
- Señal TN.com – Цифрова и интерактивна услуга, предназначена за деца.
- PM и Sin Censura – Информационни платформи, предназначени за младежката публика.

### Блим ТВ
Blim (Блим) е платформа за видео при поискване (video on demand), собственост на Телевиса, с висока резолюция и ексклузивно съдържание на продукции на Телевиса, както и на международни компании като Walt Disney Company, Paramount Pictures, BBC, Metro-Goldwyn-Mayer, RTVE, Videocine и Fox Networks Group.
Услугата е създадена на 22 февруари 2016 г. Достъпна е в 17 държави – Мексико, Колумбия, Аржентина, Коста Рика, Панама, Чили, Перу, Венецуела, Еквадор, Гватемала, Боливия, Хондурас, Парагвай, Салвадор, Никарагуа, Уругвай и Белиз.

### Телевиса Мусика
Televisa Música (Телевиса Музика) е дъщерно дружество на Телевиса, имащо за цел да популяризира актуалните музикални таланти. Отговаря за селектирането, разпространението и представянето на музикални събития като концерти, телевиционни предавания, церемонии по награждаване и популяризирането на нови таланти.

### Телевиса Консумър Продуктс
Televisa Consumer Products (Телевиса Потребителски продукти) е дъщерно дружество на Група Телевиса, отговорно за управлението на различни брандове (лицензи) за създаване и развитие на рекламни стратегии, и като представител е задължен да постигне успех на брандовете, които представлява. По-рано този клон на Групата носи името Televisa Licencias.

### Клуб Америка
Клуб Америка е мексикански футболен отбор със 100-годишна история, собственост на Телевиса.

### Естадио Ацтека
Стадион Ацтека се използва от Клуб Америка и от мексиканския национален отбор. Също така на стадиона се провеждат големи спортни събития като ФИФА, световни първенства, религиозни събития и концерти. „Ацтека“ е един от най-големите стадиони с капацитет 84 000 зрители.

### Телетон
Teletón е фондация, чиято дейност е съсредоточена в рехабилитацията на деца с увреждания, интеграция на хора с увреждания, лечение на деца, болни от рак и деца с аутизъм.

### Нуестра Бейеса Мехико
Nuestra Belleza México е най-известният мексикански конкурс за красота. Телевиса е отговорна за провеждането на това ежегодно събитие. Занимава се с представителството за конкурсите Miss Internacional и Мис Вселена.

### Бестелl
С над 16-годишен опит Bestel (Бестел) е едно от дъщерните дружества на Телевиса, ориентирано в индустрията на информационни и комуникационни техонологии. Със своето присъствие в 225 мексикански градове е една от най-успешните и големи оптични мрежи в страната.

### АИСА
Чрез тази дъщерна компания Телевиса излиза на развлекателния пазар на томболи, лотарии и казина.

### Си Джей Гранд Шопинг
CJ Grand Shopping е телевизионен канал за пазаруване, предлагащ продукти на ексклузивни марки от най-високо качество по атрактивен начин, излъчващ се 24 часа в денонощието.

### Интермекс
Предлага широка гама от услуги за разпространение, логистика, управление и маркетинг. Разполага с най-модерна технология, за да осигури по-голяма дистрибуторска мрежа от над 25 хиляди точки на продажба в Мексико и повече от 75 хиляди в чужбина. Притежава водещите дистрибуторски фирми в Аржентина, Чили, Колумбия, Еквадор, Панама и Перу.

### Унивисион
Унивисион е водеща медийна компания в САЩ, основана през 1992 г., собственост на Телевиса и Broadcasting Media Partners, предлагаща телевизионните канали Galavisión, UniMás, Univisión, Univision Deportes Network и Univision tlnovelas.

### Осеса
Телевиса е съдружник с 40% собственост в OCESA Entretenimiento, чиято дейност е ориентирана към организацията на културни мероприятия като концерти, театрални постановки, изложби и други.

### Имахина Медиа Аудиовисуал
Дъщерна компания на Телевиса, собственик на телевизионния канал Canal F1 Latin America, излъчващ 24 часа в денонощието, 365 дни в годината, състезания на Формула 1.

### Анима Естудиос
Телевиса е собственик с 20% дял в тази компания, ориентирана в създаването на анимационни филми и сериали.

## Подразделения

### Нотисиерос Телевиса
Noticieros Televisa (Телевиса Новини) е подразделение на Телевиса, отговарящо за информирането и анализа на актуални събития.

### Телевиса Депортес
Televisa Deportes (Телевиса Спорт) отговаря за представянето на спортни събития като мексикански първенства, НБА, бейзбол, Формула 1 и други.

### Фундасион Телевиса
Fundación Televisa (Фондация Телевиса) отговаря за осъществяването на социални проекти.

### СЕА
Центърът за артистично образование (на испански: Centro de Educación Artística, съкратено CEA) към Телевиса е артистична институция, специализирана в обучението на млади таланти, насочили се към киното и телевизията. Седалището на Центъра се намира в комплекса Телевиса Сан Анхел. Центърът е основан от Еухенио Кобо на 26 септември 1978 г.
Всяка година постъпват около 5000 кандидатури за обучение от целия свят, от които само 35 или 40 се одобряват. Едно от най-важните изисквания към кандидатите е да са между 17 и 23-годишна възраст. След извършване на съответния подбор, приетите се обучават в 3 последователни години. Институтът предлага 3 основни специалност – „Художествено творчество“, „Актьорско майсторство“ и „Теоретико-културна област“. След успешно завършване випускниците получават диплома за една от следните професии: режисьор, театрален актьор, телевизионен деятел, актьор за кино и телевизия, балетист, танцьор, певец, киновед, текстовед, художник, художник за кино и телевизия.
Центърът не разполага с партньорски училища в Мексико или в други държави.

### Телевиса Еспектакулос
Televisa Espectáculos (Телевиса Шоу програми) е подразделение на Телевиса, което информира за новини от шоу бизнеса.

### Телевиса Ен Виво
Televisa En Vivo (Телевиса На живо) отговаря за отношенията на компанията с различни компании, брандове и т.н. за рекламни кампании, тържествени откривания на карнавали и други събития, излъчвани директно.

### Телевиса Ниньос
Televisa Niños (Телевиса Деца) е подразделение, насочено към детската публика, като се фокусира върху вкуса на децата. Предлага собствени програми, сериали и анимационни филми, интернет страници и образователни приложения.

### АРКА
Подразделението е ориентирано към творческата индустрия, занимава се с представянето на нови проекти.

### ПРОТЕЛЕ
Отговаря за съхранението, защитата и управлението на цялото съдържание, произведено от Група Телевиса.

### СИТАТИР
Съюз на служителите и артистите от телевизията и радиото

## Телевиса Сан Анхел
Телевиса Сан Анхел (на испански: Televisa San Ángel) е комплекс от филмови и телевизионни студия, основан през 1948 г., разположен в град Мексико. В комплекса се намират Центърът за актьорско образование към Телевиса и продуцентската компания и филмов дистрибутор Videocine (по-рано Televicine).
Телевиса Сан Анхел се състои от 16 цифрови студия, всяко с площ от 900 квадратни метра. Центърът за пост продукция е един от най-развитите в света с цифрова и HD технология и разполага с 10 зали за редактиране. Микрофоните, използвани в теленовели и сериали, са вид Лавалиер. В комплекса се записват годишно около 15 теленовели, сериали и филми.
Телевиса Сан Анхел не разполага с т.нар. „сценографски град“ или „телевизионен град“, както например бразилската компания Реде Глобо. Продуцентите смятат, че е по-добре да се направят снимките на места, показващи красотата на Мексико, за да бъде излъчена жива картина на теленовелите.
Тридесет продуценти, които работят в Телевиса от много години, имат офиси в „Сан Анхел“, сред които: Андре Барен Диас, Педро Дамян, Гелирмо дел Боске, Луис де Яно Маседо, Карла Естрада, Емилио Лароса, Чабело, Роси Окампо, Хорхе Ортис де Пинедо, Хуан Осорио, Анджели Несма Медина, Никандро Диас Гонсалес, Салвадор Мехия Алехандре, Кармен Амендарис, Енрике Сеговиано, Жисел Гонсалес, Роберто Гомес Фернандес, Едуардо Меса и други.
На входа на Сан Анхел е площад „Телевиса“, посветен на продуценти, режисьори, актьори и други служители, които са работили най-малко 30 години в Телевиса.

## Лого
Оригиналното лого на Телевиса е проектирано от архитекта Педро Рамирес Васкес през 1973 г. и символизира окото на човека, който наблюдава света през телевизионния екран.
- 8 януари 1973 г. – 31 декември 2000 г.: Логото, създадено от Педро Рамирес Васкес, което представлява компанията, се състои от 10 хоризонтални линии, образуващи овал.
- 1 януари 2001 г. – 16 януари 2016 г.: Логото претърпява някои трансформации, броят на хоризонталните линии е намален от 10 на 8 със сфера в центъра и за първи път текстът „Телевиса“ е добавен с шрифт Хелветика. Цветовете са син, червен, жълт и оранжев. Логото представлява окото на човека, който гледа света от телевизионния екран.
- 16 януари 2016 г. – : От тази дата логото е подновено, като е премахната сферата в центъра и е унивициран цветът на логото, но думата „Телевиса“ все още присъства. В социалните мрежи и фирмените уебсайтове линиите на логото са бели, а на заден фон цветът е според всяко подразделение на компанията. По телевизията логото е оранжево, без сферата в центъра.

- Лого, използвано между 1973 и 1981
- Златно лого на Телевиса, използвано между 1985 и 2000
- Лого, използвано между 1990 и 2001
- 2001 и 20162001 и 2016
- Логото се използва от 16 януари 2016
- Лого на Телевиса Новини, използвано между 2016 и 2018
- Лого на Телевиса Новини, използвано от 28 март 2022

## Теленовели и сериали
- Вж. Списък с теленовелите и сериалите на Телевиса